# 2011년 아시아 아마추어 복싱 선수권 대회
틀:대회 정보
제26회 아시아 아마추어 복싱 선수권 대회는 2011년 8월 5일부터 8월 12일까지 대한민국 인천에서 열렸다.
틀:아시아 아마추어 복싱 선수권 대회